# Kazimierz Pollack

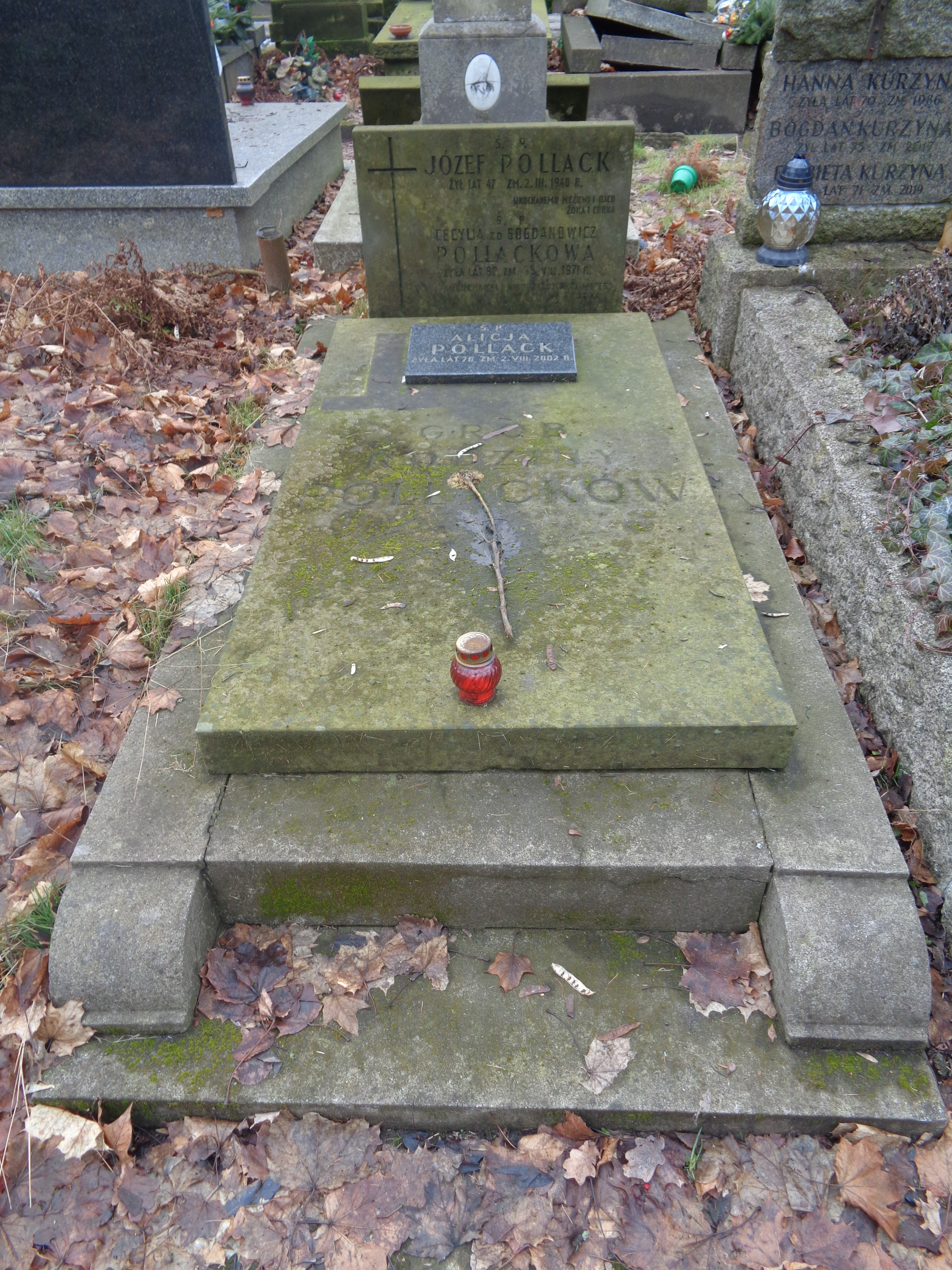
Grób Kazimierza Pollacka na cmentarzu Powązkowskim w Warszawie

Kazimierz Stanisław Pollack (ur. 7 października 1882 w Warszawie, zm. 11 sierpnia 1961 tamże) – polski dziennikarz.

## Życiorys
Syn Adolfa Pollacka. Pracę dziennikarską rozpoczął w 1902 w „Gazecie Warszawskiej”, następnie pracował w „Gońcu”, od 1904 w pismach lwowskich i krakowskich. Od 1924 był członkiem redakcji „Expressu Porannego” w Warszawie.
Członek koła „Środowców”. Członek-założyciel Towarzystwa Literatów i Dziennikarzy Polskich w Warszawie.
Zawarł związek małżeński z Heleną z domu Nisenson, z którą miał syna, dziennikarza Juliusza Pollacka. 
Zmarł w Warszawie, pochowany na cmentarzu Powązkowskim (kwatera 264-3/4-22).

## Twórczość
- Ze wspomnień starego dziennikarza warszawskiego (1961)

## Ordery i odznaczenia
- Krzyż Kawalerski Orderu Odrodzenia Polski (1954)[5]
- Medal 10-lecia Polski Ludowej (1955)[6]